# Lysimachia minoricensis
La lisimàquia menorquina o Lysimachia minoricensis és un planta endèmica de Menorca, actualment extingida en el medi natural i només conservada en jardins botànics i particulars, de la família Primulaceae.
La lisimàquia menorquina és una planta herbàcia acaule que se sol comportar com a hemicriptòfit. Les fulles estan disposades en una roseta bassal i són allargades de color verd fosc amb els nervis marcats de color platejat a la part superior. El revers està tenyit de porpra, característica de molts endemismes de les Balears. Les flors són petites, axil·lars de color verd groguenc. La floració es produeix des de finals de primavera fins a l'estiu. Tota la planta desprèn una olor desagradable quan es toca. Actualment es troba extingida en el medi natural i només es conserva com a planta cultivada en jardins botànics i col·leccions particulars.
Originàriament fou descrita pel botànic menorquí J.J. Rodríguez de Son Boter, dins el barranc de Sa Vall (Menorca). No es coneix amb exactitud el punt concret on hi era, i se suposa s'extingí entre 1926 i 1950, per causes desconegudes. Tanmateix, la història d'aquesta planta és certament curiosa: l'any 1926 fou recol·lectada al medi natural per darrera vegada i les llavors plantades al Jardí Botànic de Barcelona. Com a conseqüència de l'abandonament d'aquest centre durant la Guerra Civil la lisimàquia desaparegué. Curiosament, uns anys després, la planta reapareixé subespontàniament dins les instal·lacions però a un lloc diferent. Des de la confirmació de la seva extinció a la natura l'any 1959, s'han realitzat nombrosos intents de reintroducció tant a la localitat original com en altres indrets amb una ecologia semblant (barrancs de Sa Vall, Trebalúger i Algendar) que han resultat infructuosos. Aquesta és una més de les singularitats del tàxon: malviu a les localitats naturals introduïdes però es desenvolupa perfectament als Jardins Botànics i particulars.